# Kabinett René II

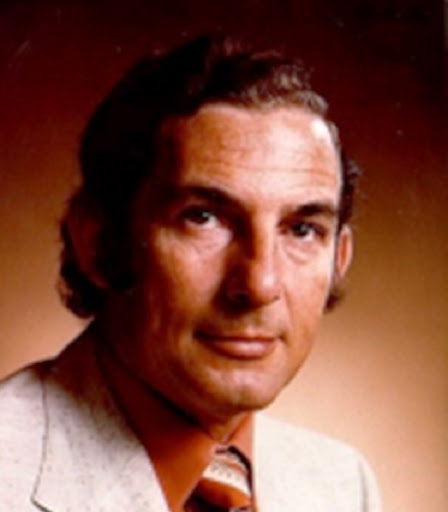
France-Albert René war zwischen 1977 und 2004 Präsident der Seychellen.

Das Kabinett René II wurde am 27. Juni 1979 auf den Seychellen von France-Albert René von der Fortschrittsfront des seychellischen Volkes SPPF (Seychelles People’s Progressive Front/Front Progressiste du Peuple Seychellois) gebildet. Die SPPF gewann bei den Parlamentswahlen vom 23. bis 26. Juni 1979 alle 25 Sitze in der Nationalversammlung. Renés Kandidatur bei der Präsidentschaftswahl vom 23. bis 26. Juni 1979 wurde mit 26.390 Stimmen (97,99 Prozent) der Wähler bei einer Wahlbeteiligung von 96,4 Prozent gebilligt, während nur 541 Wähler (2,01 Prozent) gegen ihn stimmten. Das Kabinett René II löste somit das Kabinett René I ab und war bis zum 17. Juni 1984 im Amt. Daraufhin wurde das Kabinett René III gebildet.
Am 5. Juni 1979 wurde eine neue Verfassung verabschiedet, die die Seychellen zum Einparteienstaat proklamiert. Am 26. November 1981 scheiterte ein Putschversuch von Söldnern. Am 17./18. August 1982 scheiterte zudem ein Putschversuch der Seychelles People’s Defence Force. Am 7. August 1983 fanden auf den Seychellen Parlamentswahlen zur Nationalversammlung statt. Die Progressive Front der Seychellen war zu dieser Zeit die einzige Partei, und alle Kandidaten waren Mitglieder. 30 Kandidaten standen für 23 Sitze, 17 davon ohne Gegenkandidaten. Weitere zwei Mitglieder wurden von Präsident France-Albert René ernannt. Am 10. Januar 1984 unterzeichneten die Seychellen, Madagaskar und Mauritius ein Kooperationsabkommen der im Dezember 1982 gegründeten Kommission des Indischen Ozeans (Commission de l’Océan Indien).

## Kabinettsmitglieder
Dem Kabinett René II gehörten zwischen dem 27. Juni 1979 und dem 17. Juni 1984 folgende Mitglieder an:
| Amt | Amtsinhaber                                    | Anmerkung / Amtszeit                                                              |
| --- | ---------------------------------------------- | --------------------------------------------------------------------------------- |
| Präsident | France-Albert René                             | 27. Juni 1979 – 17. Juni 1984                                                     |
| Minister für Verwaltung und Politische Organisation                                                                            | Guy Sinon                                      | Juli 1979 – September 1981                                                        |
| Minister für Verwaltung | France-Albert René                             | Oktober 1982 – Juni 1984                                                          |
| Verteidigungsminister Dezember 1981: Minister für Verteidigung und Jugend                                                      | Ogilvie Berlouis                               | Juli 1979 – Juni 1984                                                             |
| Landwirtschaftsminister | Matthew Servina France-Albert René             | Dezember 1981 – Januar 1983 Januar 1983 – Juni 1984                               |
| Minister für Bildung und Information                                                                                           | James Alix Michel                              | Juli 1979 – Juni 1984                                                             |
| Finanzminister | France-Albert René                             | November 1982 – Juni 1984                                                         |
| Außenminister Januar 1981: Staatsminister für Auswärtige Angelegenheiten Dezember 1981: Außenminister                          | Jacques Hodoul                                 | Juli 1979 – November 1982                                                         |
| Gesundheitsminister | Karl St. Ange Esme Jumeau                      | Dezember 1981 – November 1982 November 1982 – Juni 1984                           |
| Industrieminister | France-Albert René                             | November 1982 – Juni 1984                                                         |
| Minister für Arbeit und Soziale Dienste                                                                                        | Philibert Loizeau Joseph Belmont               | Juli 1979 – November 1982 November 1982 – Juni 1984                               |
| Minister für nationale Entwicklung                                                                                             | Jacques Hodoul                                 | November 1982 – Juni 1984                                                         |
| Minister für Planung und Entwicklung November 1982: Minister für Planung und Auswärtige Angelegenheiten                        | Dr. Maxime Ferrari                             | Juli 1979 – Juni 1984                                                             |
| Minister für Transport und Tourismus Dezember 1981: Minister für Transport und Zivilluftfahrt November 1982: Transportminister | Matthew Servina Esme Jumeau France-Albert René | Juli 1979 – Dezember 1981 Dezember 1981 – November 1982 November 1982 – Juni 1984 |
| Tourismusminister | France-Albert René                             | Dezember 1983 – Juni 1984                                                         |
| Staatsminister im Präsidialamt für Landwirtschaft                                                                              | Karl St. Ange                                  | Juli 1979 – Dezember 1981                                                         |
| Staatsminister im Präsidialamt für Jugend und Gemeindeentwicklung                                                              | Esme Jumeau                                    | Juli 1979 – Dezember 1981                                                         |

## Hintergrundliteratur
- Seychellen seit 1948, in: Der große Ploetz. Die Enzyklopädie der Weltgeschichte. Vandenhoeck & Ruprecht, Göttingen 2008, ISBN 978-3-525-32008-2, S. 1931 f.